# 安义县
安义县在中国江西省西北部、修水支流潦水流域，是南昌市所辖的一个县，地處江西省西北部，縣域東境與新建區相鄰，南接高安市，西南與奉新縣相連，西北與靖安縣接壤，東北與永修縣毗鄰。
縣城距南昌市區30分鐘車程，距南昌昌北國際機場20分鐘車程，距江西最大外運港口九江和國際名山廬山60分鐘車程，融入了南昌半小時經濟圈和臨空經濟圈，常住人口252591人。县政府驻龙津镇。

## 历史
二十万年前, 已有古人类活动。
唐代初年，在今安義縣境內曾有龍安縣，但為時甚短，不久就併入永修縣和新吳縣.
安义县明代正式建縣.
明洪武二年（1369年），建昌降为县，仍属南康府。明正德十三年（1518年），名安义县。清代，安义仍属南康府。
民国元年（1912年）冬，废府制，安义县属于省。
中华人民共和国成立后，安义隶属南昌专员公署。1958年12月，专署迁往宜春，改称宜春地区行署，安义县为其所属。1983年9月30日，经国务院批准，安义县划归南昌市管辖。

## 名胜古迹
- 彰灵岗文化遗址
- 孙虑城文化遗址
- 京台古戏台

## 行政区划
2013年，安义县辖7个镇、3个乡：
龙津镇、万埠镇、石鼻镇、鼎湖镇、长埠镇、东阳镇、黄洲镇、乔乐乡、长均乡、新民乡、江西安义工业园区、国营万埠垦殖场和国营峤岭垦殖场。

## 交通
- 353国道、 354国道过境。